# Gliczarów Dolny
Gliczarów Dolny – wieś w Polsce położona w województwie małopolskim, w powiecie tatrzańskim, w gminie Biały Dunajec.
W latach 1975–1998 miejscowość administracyjnie należała do województwa nowosądeckiego. Gliczarów Dolny jest starszą częścią Gliczarowa (młodszy jest Gliczarów Górny).
Nazwa ma dwojakie pochodzenie. W języku pasterzy wołoskich słowo glicza wskazywało "miejsce silnego wiatru". Natomiast w języku niemieckim Gletscher oznacza lodowiec. Pierwsze wzmianki o Gliczarowie pojawiają się w dawnych kronikach około roku 1630, kiedy to Marcin Bafia lokuje na prawie wołoskim tę wieś. Syn Marcina, Andrzej Bafia, uzyskuje w dniu 4 lutego 1668 roku w Krakowie z rąk króla Jana Kazimierza przywilej na sołectwo w "...Gleycarowie...".

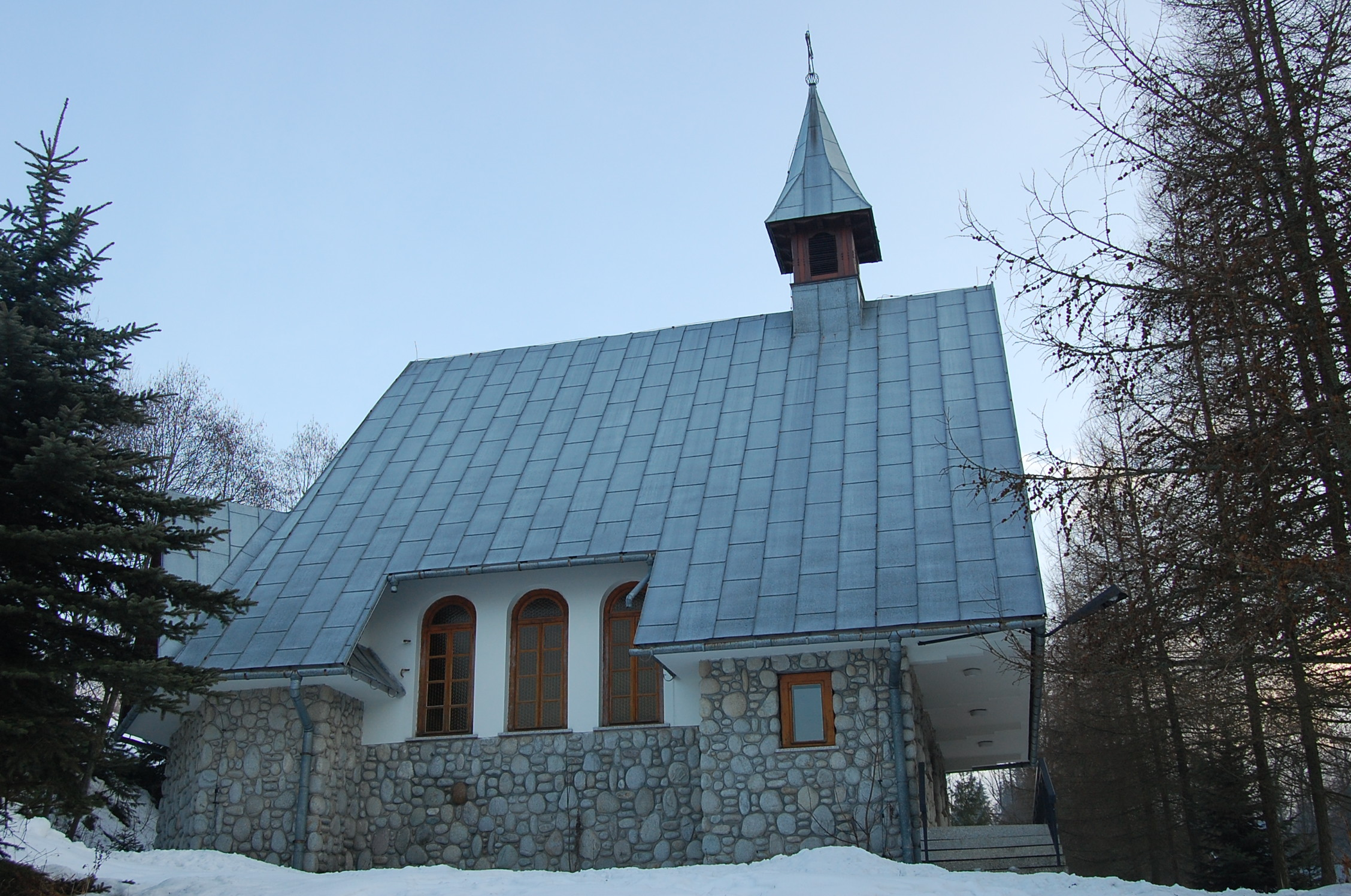
Kaplica w Gliczarowie

Gliczarów Dolny ma obecnie 519 mieszkańców. Podział Gliczarowa na Dolny i Górny nastąpił dopiero po II wojnie światowej, gdyż przedtem stanowił jedną miejscowość. W latach 1865–1935 Gliczarów był nawet siedzibą niezależnej gminy. Najstarsza część Gliczarowa Dolnego do dzisiaj nazywana jest Wójcizną. Oprócz tego w Gliczarowie Dolnym znajdują się jeszcze osiedla : Stefaniaki, Kułachy, Smalce, Do Małych i Wojciasy. Do charakterystycznych budynków można zaliczyć: Kaplicę rzymskokatolicką pod wezwaniem Jana Chrzciciela wybudowaną w 1985 roku (podlega parafii Biały Dunajec) oraz budynek remizy OSP, a także Szkołę Podstawową im. Wojciecha Kułacha-Wawrzyńcoka (założoną w 1910 roku).